# Aylvapoldermolen
L'Aylvapoldermolen (letteralmente: mulino del polder di Aylva) è un mulino a vento situato a Burgwerd nella municipalità di Súdwest-Fryslân, in Frisia, nei Paesi Bassi.
Il mulino, restaurato e rimesso in funzione, è stato iscritto come patrimonio culturale nella lista dei Rijksmonument con il numero 15626.

## Storia
Il primo mulino a vento venne costruito in questo luogo nel 1827 ed era conosciuto come Molen van Tjaard, il quale prosciugo l'Aylvapolder, che fu il primo polder realizzato in Frisia nel 1680. Il 9 novembre 1959 il mulino venne distrutto da un incendio.
L'attuale Aylvapoldermolen venne costruito ad Hallum (frazione di Ferwerderadiel) nel 1846 ed era conosciuto come Vijfhuistermolen oppure Hoekstermolen. Il mulino fu restaurato nel 1964 e ancora nel 1971. Il 4 maggio 1976 venne venduto alla fondazione dei mulini frisoni (Stichting De Fryske Mole). Nel 1989 venne istituita la fondazione del mulino del polder di Aylva (Stichting Aylvapoldermolen) con l'obiettivo di ricostruire il mulino a vento distrutto e nel 1996 vi fu la proposta di spostare il Vijfhuistermolen, dal momento che il terreno su cui era collocato in origine ad Hallum doveva essere utilizzato per un ampliamento. Il mulino venne quindi smontato nel 1999 e rimontato a Burgwerd nel luogo in cui sorgeva l'originario Aylvapoldermolen. La cerimonia di inaugurazione del 3 giugno 2009 fu tenuta da Annemarie Jorritsma, che all'epoca rivestiva il ruolo di Ministro degli affari economici (Jorritsma è anche figlia di un proprietario di mulino).
Il 20 agosto 2009 il mulino fu colpito ed incendiato da un fulmine, ma i vigili del fuoco riuscirono a limitare i danni al tetto di paglia, utilizzando 135.000 litri d'acqua per spegnere il fuoco, che ha comunque distrutto circa 6 m² del tetto in paglia.
Il mulino è ora dotato di un sistema antincendio automatico

## Descrizione
L'Aylvapoldermolen è quello che gi olandesi definiscono un "achtkante grondzeiler", un mulino a vento senza fondamenta, con le pale che arrivano quasi fino a terra. Sopra alla base in mattoni al piano terra, vi sono tre piani rivestiti in paglia, così come il tetto di paglia. Le quattro pale hanno una lunghezza di 22 metri e ad ogni rivoluzione delle stesse la vite di Archimede collegata può sollevare fino a 1.560 litri d'acqua.

## Accesso
Il mulino è aperto al pubblico su appuntamento.